# Doratonotus cavernicola
Doratonotus cavernicola är en mångfotingart som beskrevs av Sinclair 1901. Doratonotus cavernicola ingår i släktet Doratonotus och familjen Doratodesmidae. Inga underarter finns listade i Catalogue of Life.